# Ma vache et moi
Pour les articles homonymes, voir Go West.
Pour plus de détails, voir Fiche technique et Distribution.
Ma vache et moi (titre original : Go West) est un film américain réalisé et interprété par Buster Keaton, sorti en 1925.

## Synopsis
Errant sans le sou dans l'Indiana, Friendless est un vagabond guidé par la recherche de la fortune. « Go west, young man, go west » lui intime une statue d'Horace Greeley pointant les opportunités de cet horizon prometteur de meilleurs lendemains. Il se retrouve dans un ranch ou il se lie d'une profonde et singulière amitié avec une vache qu'il tentera, par la suite, de sauver de sa mort certaine.
1er carton :
Certaines traversent la vie en se faisant des amis partout, d'autres ne font que traverser la vie.
2e carton :
Dans une petite ville de l'Indiana, la position sociale d'un certain homme le forçait sans cesse à être en mouvement.

## Fiche technique
- Titre français : Ma vache et moi
- Titre original : Go West
- Réalisateur : Buster Keaton
- Scénario : Raymond Cannon, Lex Neal, Buster Keaton
- Image : Elgin Lessley, Bert Haines
- Décors : Fred Gabourie (de)
- Musique : Konrad Elfers (de)
- Producteur : Joseph M. Schenck
- Société de production : Buster Keaton Comedies
- Société de distribution : Metro-Goldwyn-Mayer
- Pays de production : États-Unis
- Format : Noir et blanc - muet - 1908 mètres
- Durée  : 69 minutes
- Date de sortie  :
  - États-Unis : 1er novembre 1925

## Distribution
- Buster Keaton : Friendless
- Howard Truesdale : le propriétaire du 'Diamond Bar Ranch'
- Kathleen Myers : la fille du propriétaire du Ranch
- Ray Thompson : le gérant du Ranch
- Roscoe Fatty Arbuckle : un travesti en femme dans le grand magasin (caméo)
- Brown Eyes : la vache 'Brown Eyes'
- Joe Keaton : un client chez le coiffeur